# Kiss FM (España)
Kiss FM es una emisora radiofónica española que emite a nivel nacional, perteneciente al Grupo KISS Media, el cual posee también Hit FM y las cadenas de televisión Hit TV y DKISS. Emite una programación de radiofórmula musical de tipo adulto contemporáneo y está dedicada a personas de 35 a 55 años.
La oferta musical de Kiss FM se completa con la actualidad informativa que, en forma de titulares de 90 segundos cada hora (cada treinta minutos de 6 a 9 horas), se sucede a lo largo de toda la programación, las 24 horas del día. Kiss FM es la única radio musical española con redacción de informativos propia. Desde sus inicios (excluyendo Las 30 de las 3 desde la temporada 2016-2017), la emisión ha estado siempre acompañada de un locutor en directo durante las 24 horas del día, 365 días al año.

## Historia

### El'boom' (2002-2010)
Empezó sus emisiones el 13 de abril de 2002, coincidiendo con el Día Internacional del Beso. 
Durante este periodo y paulatinamente, la cadena ha ido adquiriendo diversas emisoras de radio que tuviesen en sus zonas una gran influencia a nivel de radiooyentes en las distintas franjas horarias de emision de programas de reconocida difusión nacional. Desde ese momento su éxito vendría ligado y se dispararia al adquirir, después de varios intentos, el 11 de julio de 2007; la emisora Terrasense 'Radio Club 25 FM'   la cual emitía en la provincia de Barcelona en el dial 95.6 FM, así como en otras frecuencias que tenía la emisora en Madrid, las Islas Baleares o Andorra. 
Si crecimiento ha sido espectacular y ha marcado un hito en la historia de la radiodifusión en España, siendo la de mayor crecimiento de audiencia en la historia de la radio musical española (en su segundo año en las ondas logró alcanzar 1.474.000 oyentes). 
La programación inicial se creó a partir de una rigurosa selección de oldies de la música pop de las últimas tres décadas, con especial atención a las baladas y las canciones de corte melódico. Melodías emblemáticas de los Beatles, Elton John, Bryan Adams, Céline Dion, así como de grupos y cantantes internacionales de reconocido prestigio como son Queen, Dire Straits, Michael Jackson o Elvis Presley; los cuales convivirán, a diario, con  intérpretes con éxitos en la música nacional como son los inolvidables Ana Belén, Mecano, Alejandro Sanz, Manolo García, así como de grupos antológicos del  Pop Español como fueron Olé Olé, Hombres G, Ronaldos y otros grandes que configurarán la mágica radiofórmula de éxito de KISS FM.

### Cambio musical (2011-2014)
Tras los cambios en los gustos de su público objetivo, Kiss FM empezó a virar su rumbo en 2011 y, durante casi tres años, su programación incluyó canciones emblemáticas de todos los tiempos y también los últimos éxitos comerciales. En el mismo año se estrenó 'Las Mañanas Kiss', conducido por Cristina Lasvignes, Alfredo Arense y Marta Ferrer. Este formato ya había existido durante los años 2008 y 2009 (en aquella época presentado por Enrique Marron)
En el año 2013, la emisora modifica su eslogan y este pasa a ser 'Alegrate el día'. En este momento, en la parrilla de Kiss FM ganaron protagonismo los programas, en detrimento de la radiofórmula. Esta estaba formada por un «morning show» (el ya mencionado 'Las Mañanas Kiss'), un programa vespertino (presentado por Rocio Moreno) y un programa nocturno (presentado por Enrique Marron). Estos ocupaban una gran parte de la parrilla. El resto de esta programación estaba formado por radiofórmula. Los fines de semanas estaban compuestos por radiofórmula todo el día excepto por la mañana, en la que se emitían reposiciones de 'Las Mañanas Kiss' que eran intercaladas por música y formula de Alejando Alcalde.

### El ahorro y la bajada en audiencias (2014-2015)
En 2014, el presidente de Grupo Radio Blanca, Blas Herrero, cambia el rumbo de la radio tras los malos resultados del año anterior y los ínfimos resultados de Las Mañanas Kiss. Tras esto, los programas de la tarde y la noche quedan cancelados. Enrique Marrón empieza a conducir el programa matinal junto a Marta Ferrer. Rocío Moreno pasa a realizar radiofórmula, la cual vuelve a copar toda la parrilla de Kiss FM, exceptuando el matinal.

### Intento de remontar (2015-2016)
Con el objetivo de darle un nuevo impulso a la cadena, se realiza el fichaje del reputado locutor y presentador Frank Blanco, que vuelve a la radio sin abandonar Zapeando, programa de televisión que conduce en La Sexta. Blanco afronta la dirección de Las Mañanas Kiss, que ve ampliado su horario en dos horas (de 6:00 a 11:00). Por su parte, Enrique Marrón pasa a ocupar la franja de tarde las tardes.
En octubre de 2015 Jaume Baró es nombrado director del Grupo KISS Media.
En 2016 se reorganizan las marcas y estrategia del grupo de comunicación: comienzan las emisiones en pruebas de 9KissTV (posteriormente sería DKISS), el canal de televisión local Kiss TV se reconvierte en Hit TV y Kiss FM introduce un nuevo eslogan: Lo mejor de los 80 y los 90 hasta hoy. Además, estrena nuevos jingles y refuerza su programación, incorporando a Xavi Rodríguez, María Lama y Max Marieges para hacer un programa de tarde: De vuelta y media. 
Los imprevistos se suceden: la copresentadora del matinal se marcha de forma inesperada y es sustituida por Irene Junquera, una de las voces más reconocibles de la emisora se marcha y finalmente, Frank Blanco anuncia su marcha de Kiss FM sin terminar la temporada radiofónica. 
Tras la Semana Santa, Xavi Rodríguez y María Lama se ponen al frente de Las Mañanas Kiss, introduciendo cambios, secciones, colaboradores y un formato totalmente renovado. El equipo lo completa Marta Ferrer, presente en las etapas anteriores del morning show; los guionistas Carlos Pareja y José Antonio Andreu, y los imitadores Javier Quero y Federico de Juan.

### Por el buen camino (2016-2018)
Xavi Rodríguez y María Lama presentan Las Mañanas KISS. Junto a ellos, Marta Ferrer se encarga de la parte informativa del programa. Berta Collado es colaboradora habitual.
Además Kiss FM estrena un nuevo espacio en la sobremesa: Las 30 de las 3. De 15:00 a 17:00 se emite una sesión sin pausa con las mejores canciones de la emisora sin interrupciones, publicidad ni presentador. 
Otra de las novedades de la temporada 2016-2017 es la incorporación del ya mencionado Toni Peret, un referente de la música dance que presenta un programa los sábados llamado Music Box, de 21:00 a 23:00.
En abril de 2017, y como resultado de un estudio realizado a los oyentes de la emisora, se produce un cambio en la programación musical que pasa por una menor inclusión de canciones actuales y una especial atención a los oldies. Desde este momento Kiss FM se centrará siempre en los éxitos clásicos de los 80 y 90, con pequeñas píldoras de los 70 y 2000, y una ínfima cantidad de temas de actualidad.

### Audiencia
Según el Estudio General de Medios, Kiss FM ha protagonizado el mayor ascenso de audiencia de una emisora musical en España. Arrancó con 223.000 oyentes en la 2° oleada de 2002, y, en la 3° oleada, subió 574.000 oyentes, lo cual fue un ascenso del 220%, hasta llegar a los 797.000 oyentes. A finales de 2003, ya contaba con 1.366.000 oyentes y, en el siguiente EGM, alcanzó su máximo de 1.473.000 oyentes. Entre 2004 y 2013 la audiencia osciló entre 1,3 y 1,0 millones, con ligera tendencia a la baja. A partir de 2013 bajó hasta los 897.000; incluso en junio de 2013 marcó un mínimo de 819.000.
En abril de 2016 volvió a pasar la barrera del millón, tras 3 años sin llegar a esta cifra, y en junio de 2016 volvió a bajar hasta los 893.000 oyentes. Sin embargo, y como resultado del cambio en la radiofórmula, en julio de 2017 la audiencia volvió a subir considerablemente hasta alcanzar 1.018.000 oyentes. En diciembre de 2022, su audiencia es de 921.000 oyentes, a la baja.
La cadena ostenta la antena de oro 2018 en categoría de radio. En la primera oleada del EGM de 2025, Kiss FM consiguió 1.192.000 oyentes.

### Publicidad
Desde sus inicios Kiss FM no ha emitido un nivel importante de publicidad, de tres a cinco minutos cada hora, siendo de desconexión local a las XX:27 horas y, en cadena, antes de la hora en punto.

### Informativos - KISS FM NOTICIAS
KISS FM es la única emisora musical de España con redacción de informativos propia, siendo esta información horaria uno de los elementos diferenciales de su fórmula. La emisora tiene boletines informativos en directo cada media hora durante Las Mañanas Kiss y cada hora en punto en el resto de franjas horarias los 7 días de la semana, las 24 horas del día, los 365 días del año. 
La oferta informativa se completa, de lunes a viernes, con espacios de actualidad regional en algunas comunidades autónomas y con un resumen informativo a través del podcast "Kiss FM Noticias" una edición diaria a última hora de la tarde y otra matinal de lunes a viernes.
El equipo de informativos se ocupa asimismo de mantener actualizada la página web con todo tipo de contenido relacionado con la cultura y el ocio: noticias musicales, estrenos de cine, novedades literarias ("BiblioKISS"), etc.

## CD's publicados por Kiss FM España
Kiss FM ha publicado los siguientes discos:
- Kiss FM: La Mejor Música Del Mundo (2007)
- Kiss FM: La mejor música (Vol 2, 2008)
- Kiss FM: Alégrate el día
- Kiss FM: 10 Años De Kiss Fm (2012)
- Kiss FM: ¡Vive La Mejor Música De Todos Los Tiempos! (2014)

- Kiss FM: 20 Canciones Que Te Haran Sentir Bien

- Kiss FM: 15 Aniversario (2017):
- Kiss FM: Maratón Ochentero (2019): Dos CD'S con la mejor música de los 80 en inglés
- Music Box Vol. 4: Las mejores canciones de baile de los 80's. Incluye 3 cd's + más uno adicional con un mix hecho por JM Castells; Quique Quejada y Tony Peret

## Emisiones
Kiss FM emite tanto por frecuencia modulada FM, como por la radio digital DAB por el múltiplex MF-2 e internet.

### Emisión nacional y local
Kiss FM emite en emisión nacional durante toda la hora, salvo para la desconexión para publicidad local, aproximadamente en el minuto 27. Cada frecuencia tiene información y/o anuncios locales. Cuando una emisión local se queda sin anuncios o ha emitido todos los previstos, hacen un cambio a la emisión nacional, que está emitiendo una canción durante ese período.
En Cataluña, Andorra y Canarias, Kiss FM sí tiene turnos de radiofórmula propios de lunes a viernes de 11:00 a 15:00 horas y de 17:00 a 21:00 horas (en Cataluña y Andorra, para cumplir con las horas de emisión en catalán que  exige la ley). En otras comunidades como Andalucía, se emite un minuto de noticias regionales tres veces al día, dentro de la desconexión de publicidad, a las 7:30, a las 14:30 y a las 19:30 horas.

### Emisión por TDT y por Internet
Kiss FM emite en TDT a nivel nacional en el RGE-2, junto a DKISS y a Hit FM. También emite en la Comunidad de Madrid en el canal 39, junto a Hit FM.
La programación de TDT y en Internet es nacional durante las 24 horas al día. Cuando en FM se pasa a la desconexión local, estos siguen con la programación nacional emitiendo una canción de relleno.

### Frecuencias enFM[2]
| - Algeciras: 104.1 FM - Almería: 104.1 FM - Cádiz: 95.4 FM - Córdoba: 105.2 FM - Granada: 105.2 FM - Huelva: 106.6 FM - Jaén: 93.3 FM - Lanjarón: 104.1 FM - Málaga: 90.1 FM - Marbella: 88.7 FM - Sevilla: 100.3 FM - Calatayud: 91.8 FM - Fraga: 93.1 FM - Huesca: 91.6 FM - Monzón: 91.6 FM - Teruel: 101.6 FM - Zaragoza: 105.8 FM - Avilés: 104.8 FM - Gijón: 105.8 FM - Luarca: 101.0 FM - Llanes: 102.0 FM - Mieres: 103.9 FM - Oviedo: 101.1 FM - Navia: 92.6 FM - Tapia de Casariego: 103.1 FM - Tineo: 94.9 FM - Ibiza/Ibiza: 93.1 FM - Mahón/Menorca: 99.1 FM - Palma de Mallorca/Mallorca: 89.5 FM - Santa Cruz de Tenerife/Tenerife: 102.9 FM - Arona/Tenerife: 100.7 FM - La Orotava/Tenerife: 104.1 FM - Tegueste/Tenerife: 92.6 FM - San Miguel de Abona/Tenerife: 102.2 FM - Las Palmas de Gran Canaria/Gran Canaria: 102.4 FM - Maspalomas - San Bartolomé de Tirajana/Gran Canaria: 101.8 FM - Santa María de Guía de Gran Canaria/Gran Canaria: 94.5 FM - Mogán/Gran Canaria: 102.8 FM - Gran Tarajal/Fuerteventura: 102.2 FM - Puerto del Rosario/Fuerteventura: 104.3 FM - Arrecife/Lanzarote: 96.5 FM - Yaiza/Lanzarote: 103.1 FM - San Sebastián de La Gomera/La Gomera: 97.9 FM - Hermigua/La Gomera: 95.6 FM - Valverde/El Hierro: 100.3 FM - La Frontera/El Hierro: 94.9 FM - Los Llanos de Aridane/La Palma: 95.3 FM - San Andrés y Sauces/La Palma: 106.7 FM - Santander: 98.5 FM - Torrelavega: 96.2 FM - Albacete: 92.7 FM - Ciudad Real: 105.1 FM - Cuenca: 98.2 FM - Guadalajara: 92.8 FM - Talavera de la Reina: 103.3 FM - Toledo: 98.3 FM - Trillo: 103.1 FM | - Almazán: 99.1 y 102.5 FM - Arévalo: 101.3 FM - Astorga: 91.5 FM - Ávila: 92.9 FM - Burgos: 105.5 FM - Guardo: 103.1 FM - León: 96.5 FM - Miranda de Ebro: 99.0 FM - Ponferrada: 95.6 FM - Segovia: 101.4 FM - Soria: 100.8 FM - Valladolid: 99.4 FM - Barcelona: 95.5 FM - Llagostera: 101.3 FM - Alicante: 89.2 FM - Castellón de la Plana: 104.7 FM - Valencia: 96.9 FM - Badajoz: 105.5 FM - Cabeza del Buey: 94.0 FM - Arroyo de la Luz - Cáceres: 95.7 FM - Fregenal de la Sierra: 90.8 FM - Hervás: 104.1 FM - Mérida: 104.3 FM - Plasencia: 100.9 FM - Vigo: 94.0 FM - Logroño: 96.0 FM - El Escorial - Collado Villalba (Madrid Sierra): 100.9 FM - Madrid: 102.7 FM - Miraflores de la Sierra: 103.4 FM - Cartagena: 96.7 FM - Mazarrón: 95.1 FM - Murcia: 99.3 FM - Pamplona: 89.3 FM - Sangüesa: 92.6 FM - Améscoa Baja: 105.8 FM - Isaba: 102.2 FM - Ochagavía: 96.8 FM - Bilbao: 99.7 FM - Éibar: 101.1 FM - San Sebastián: 91.5 FM - Vitoria: 106.7 FM - Andorra la Vieja: 98.9 FM |

### Frecuencias enFM(no oficiales)
| - Ingenio/Gran Canaria (Las Palmas): 103.3 FM - Benavente (Zamora): 104.7 FM - Salamanca: 91.7 FM - Zamora: 99.1 FM - Elche (Alicante): 104.4 FM - Gandía (Valencia): 100.9 FM - Becerreá (Lugo): 88.4 FM - Chantada (Lugo): 106.1 FM - El Barco de Valdeorras (Orense): 90.9 FM - Fonsagrada (Lugo): 94.8 FM - La Coruña: 88.0 FM - Lugo: 88.5 FM - Orense: 90.9 FM - Pontevedra: 99.2 FM - Ribadavia (Orense): 101.8 FM - Santiago de Compostela (La Coruña): 89.4 FM - Plasencia (Cáceres): 100.9 FM - Merida(Badajoz): 104.3 FM |

### Frecuencias enDAB

#### Cataluña
- Barcelona: 8A 195.936 MHz

#### Comunidad de Madrid
- Madrid: 8A 195.936 MHz

### Frecuencias enTDT
| - Almería: MUX 47, 682 MHz - Cádiz: MUX 33, 570 MHz - Córdoba: MUX 21, 474 MHz - Granada: MUX 33, 570 MHz - Huelva: MUX 45, 666 MHz - Jaén: MUX 39, 618 MHz - Málaga: MUX 33, 570 MHz - Sevilla: MUX 45, 666 MHz - Huesca: MUX 41, 634 MHz - Teruel: MUX 41, 634 MHz - Zaragoza: MUX 33, 570 MHz - Oviedo: MUX 42, 642 MHz - Las Palmas de Gran Canaria: MUX 36, 594 MHz - Santa Cruz de Tenerife: MUX 42, 642 MHz - Santander: MUX 40, 626 MHz - Albacete: MUX 21, 474 MHz - Ciudad Real: MUX 21, 474 MHz - Cuenca: MUX 21, 474 MHz - Guadalajara: MUX 43, 650 MHz - Toledo: MUX 31, 554 MHz - Ávila: MUX 31, 554 MHz - Burgos: MUX 37, 602 MHz - León: MUX 37, 602 MHz - Palencia: MUX 37, 602 MHz - Salamanca: MUX 42, 642 MHz - Segovia: MUX 38, 610 MHz - Soria: MUX 33, 570 MHz - Valladolid: MUX 43, 650 MHz - Zamora: MUX 37, 602 MHz | - Barcelona: MUX 41, 634 MHz - Gerona: MUX 42, 642 MHz - Lérida: MUX 25, 506 MHz - Sabadell Local (Barcelona): MUX 39, 618 MHz - Tarragona: MUX 37, 602 MHz - Ceuta: MUX 45, 666 MHz - Madrid: MUX 41, 634 MHz - Madrid Local: MUX 39, 618 MHz - Alicante: MUX 31, 554 MHz - Castellón de la Plana: MUX 21, 474 MHz - Valencia: MUX 31, 554 MHz - Badajoz: MUX 39, 618 MHz - Cáceres: MUX 39, 618 MHz - La Coruña: MUX 42, 642 MHz - Lugo: MUX 41, 634 MHz - Orense: MUX 42, 642 MHz - Pontevedra: MUX 31, 554 MHz - Palma de Mallorca: MUX 42, 642 MHz - Logroño: MUX 34, 578 MHz - Melilla: MUX 24, 498 MHz - Murcia: MUX 45, 666 MHz - Pamplona: MUX 34, 578 MHz - Bilbao (Vizcaya): MUX 28, 530 MHz - San Sebastián (Guipúzcoa): MUX 28, 530 MHz - Vitoria (Álava): MUX 43, 650 MHz |

### Frecuencias enSatélite
- Hispasat: 11510 V SR 10000 FEC 3/4, DVB-S

## Locutores
| - Xavi Rodríguez - María Lama - Mar Montoro - Víctor Álvarez - Gustavo Luna - Toni Peret - Ana Canora - Enrique Marrón - Susana León - Quique Tejada - Cristina Muñoz - Miguel Ángel Roca - Jorge Martín - Marcos Fernández - Miguel Ángel Castilla | Cataluña: - Miguel Ángel Rodríguez - Merche Martínez - Juan Carlos Puente Canarias: - Joni García - Pilar Navarro |

## Locutores informativos
| - Julián Garvín (Coordinador General de Cadena, Director de Comunicación e Informativos) - Marta Ferrer (Las Mañanas Kiss) - Ismael Arranz - Adrián Martín - Jorge Quiroga - Daniel Relova - Álvaro Serrano | Aragón: - Julián Garvín (07:30, 19:30) Andalucía: - Ismael Arranz (07:30, 19:30) - Marta Ferrer (14:30) Castilla - La Mancha: - Julián Garvín (07:30, 19:30) Castilla y León: - Ismael Arranz (07:30, 19:30) - Marta Ferrer (14:30) Comunidad Valenciana: - Marta Ferrer (07:30, 19:30) |